# PDP-1

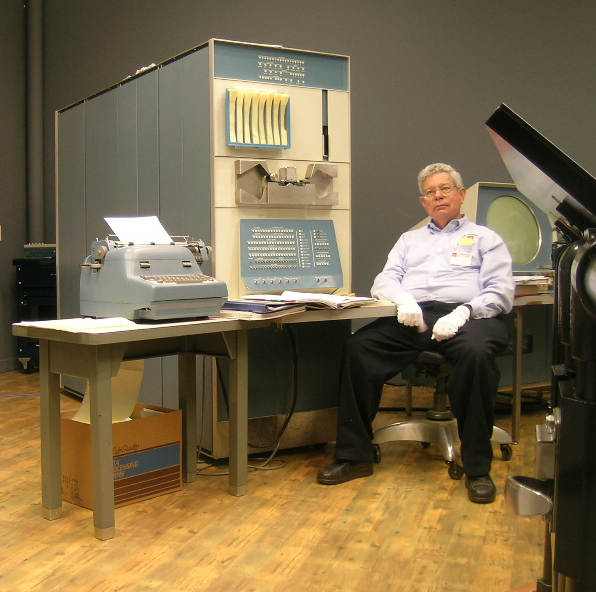
コンピュータ歴史博物館のPDP-1と「スペースウォー!」の開発者スティーブ・ラッセル。大きな筐体がプロセッサを格納している。制御パネルが机の上の部分に見えている。その上に銀色の紙テープリーダーがある。さらにその上の縦のスロットが紙テープライターである。机の左に載っているのが Soroban 製コンソール・タイプライターで、ラッセルの背後に見えているのが Type 30 CRTディスプレイである。

PDP-1 (Programmed Data Processor-1) はDEC社のPDPシリーズの最初のミニコンピュータであり、1959年から開発が始まり、1960年に出荷を開始した。MITやBBNなどいたるところでハッカー文化を生み出した重要なコンピュータである。不特定多数向けとして世界初のコンピュータゲームと言われるスペースウォー!が動作したことでも知られている。

## 概要

PDP-1の日本語広告

ワード長は18ビットで、標準主記憶装置は4Kワード（9Kバイト相当だが、PDP-1は1バイトを6ビットとしていた）の容量で、最大64Kワード（144Kバイト）まで拡張可能である。磁気コアメモリのサイクルタイムは5マイクロ秒（最近のクロック速度に換算すると約200kHz）で、メモリアクセスを2回（命令フェッチとデータフェッチ）行う大部分の算術演算は10マイクロ秒かかった（1秒間に10万回）。符号つきの数は1の補数で表していた。

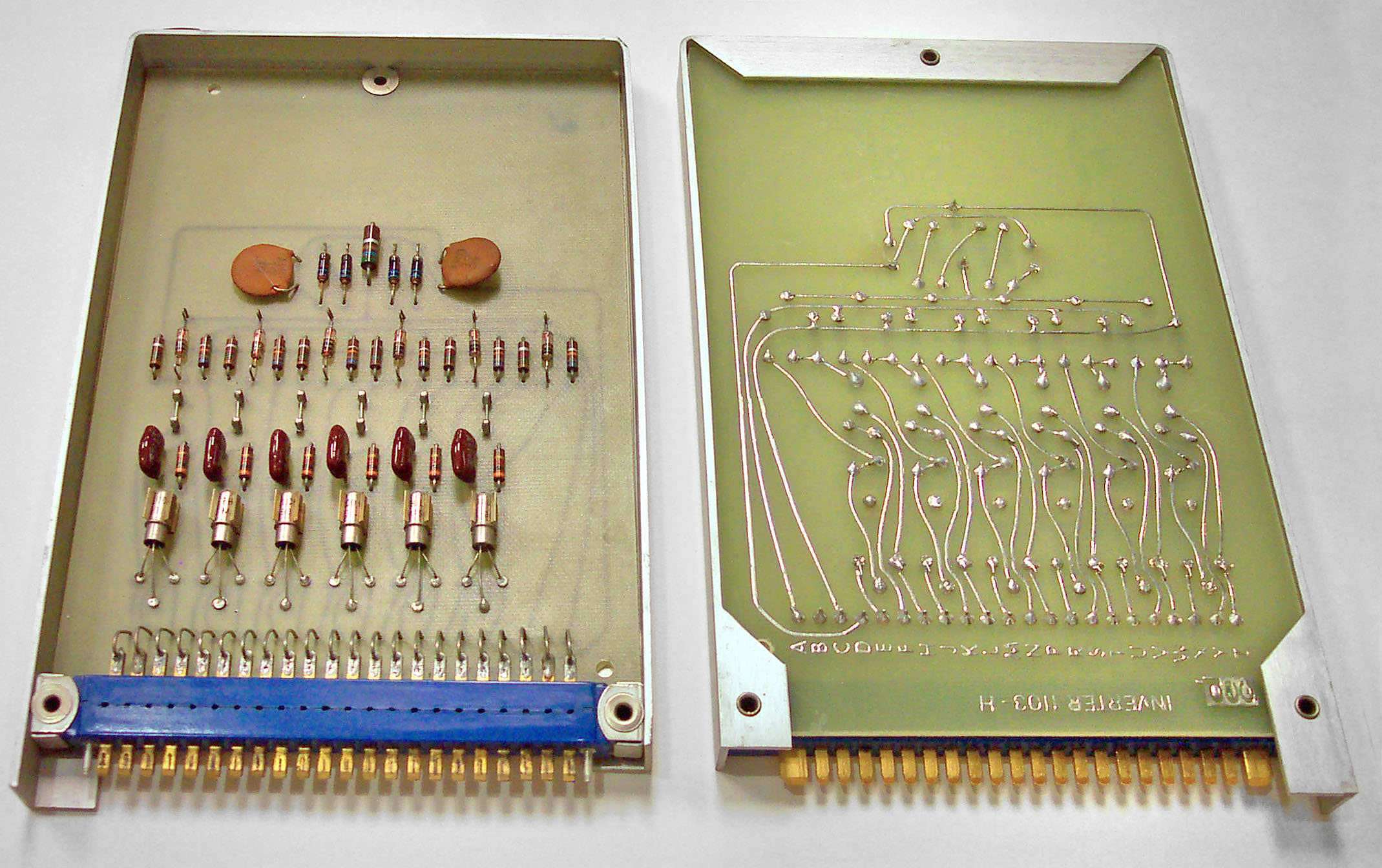
System Building Blocks 1103 （インバータ×6）

PDP-1 の大部分は DEC 1000-series System Building Blocks（回路モジュール製品）で構成され、それにはマイクロアロイ形かマイクロアロイ拡散形トランジスタが使われていた。スイッチング速度は5MHzである。System Building Blocks を19インチラック数本にパッケージしていた。それらのラックを1つの大きなフレーム（メインフレーム）でパッケージしており、フレームの一端のテーブルぐらいの高さに六角形の制御パネルがあってスイッチとランプが並んでいる。制御パネルの上には標準入出力である紙テープリーダ/ライタがある。

## 歴史
PDP-1の設計は、MITリンカーン研究所で設計開発されたTX-0に基づいている。PDP-1を購入した最初の顧客は、当時コンサートホールの音響設計を多数受託していたBolt, Beranek and Newman (BBN) であり、1960年11月に納入され、翌年4月に正式に検収された。MITのPDP-1はDECが1962年に寄付したもので、リンカーン研究所から貸与されていたTX-0の隣の部屋に置かれた。
そのような状態でMITではPDP-1がTX-0の人気を奪い、ハッカー文化を生み出し、コンピュータにおける様々な世界初を生み出す基盤となった。最もよく知られているのは、不特定多数向けとして世界初のコンピュータゲームの1つとされる「スペースウォー!」だが、他にも世界初のテキストエディタ、ワードプロセッサ、対話型デバッガ、コンピュータチェスプログラム、初期のコンピュータ音楽などを生み出している。
PDP-1は基本構成で12万ドルで販売された。BNNに続き、ローレンス・リバモア国立研究所とカナダ原子力公社 (AECL) に納入。最終的に53台のPDP-1が1969年までに販売された。1970年ごろまで使われ、いくつかは現存している（現状の節参照）。

## 周辺装置

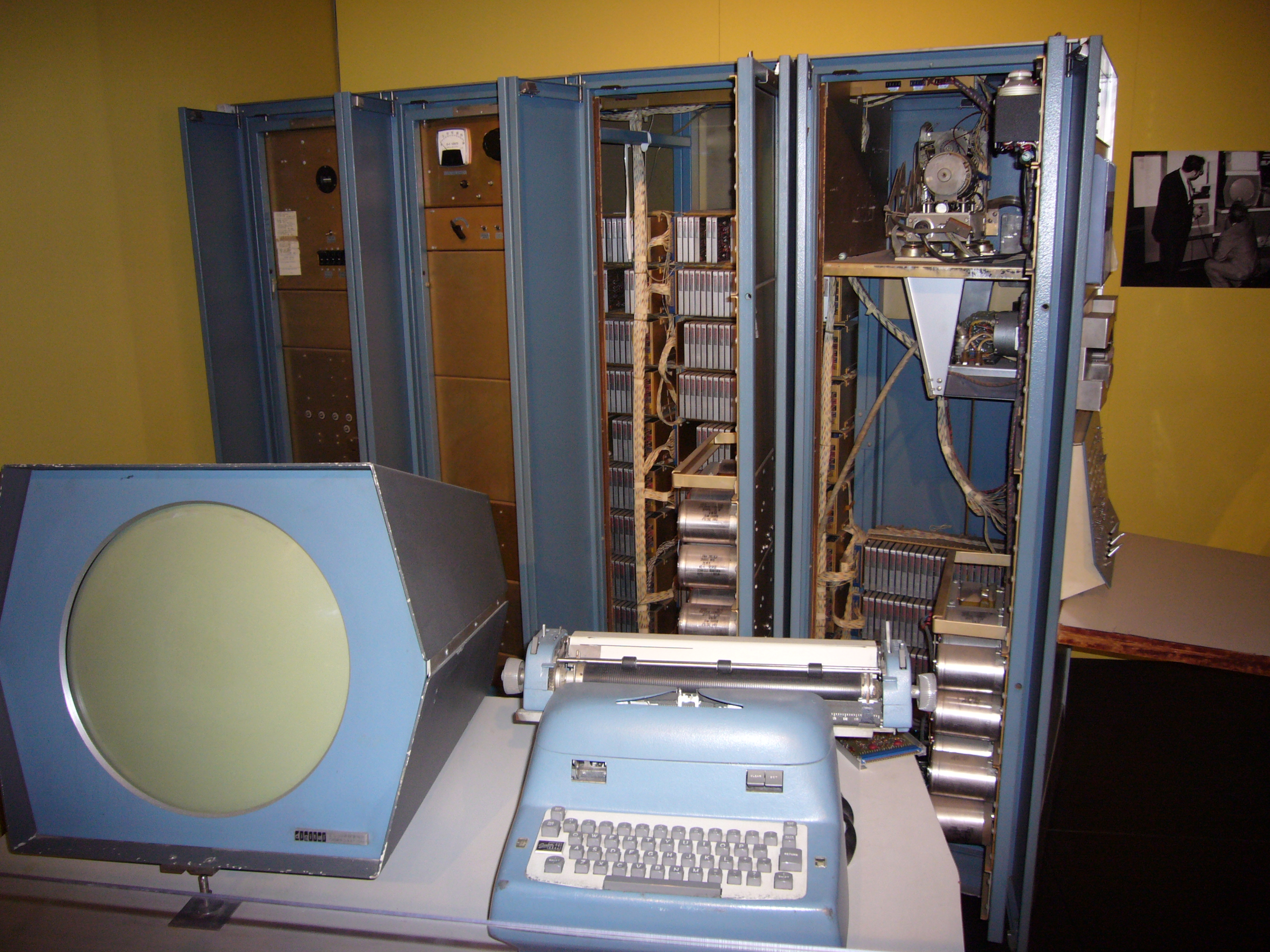
PDP-1。前にあるのが Type 30 CRTディスプレイとコンソール・タイプライター。後ろにあるのが本体。

記憶媒体としては、さん孔紙テープが使われた。ソートや並べ替えが簡単なパンチカードとは異なり、紙テープは編集することが困難である。そのため、Expensive Typewriter や TECO といったテキスト編集プログラムが開発されることとなった。装備していたプリンタはIBMの電気タイプライター機構を使用しており、80年代風に言えば "letter-quality printing"（ビジネスレターを打つタイプライター並みの印字品質）を実現していた。そのため、世界初のワードプロセッサと呼ばれるTJ-2が発想されることに繋がったのである。
コンソールタイプライタは Soroban Engineering という会社の製品である。IBM のモデルBタイプライターの機構に改造を加え、キーを押したことを検知するスイッチとタイプバー（文字を打つ部品）を駆動するソレノイドを加えたものであった。大文字と小文字の区別はタイプバスケット（タイプバーの並んだ部分）全体を上げ下げして印字を上げ下げすることで実現していた。インクリボンは赤と黒の二色のものが装備されていて、どちらの色で印字するかを選択できるようになっていた。一般にユーザーの入力とコンピュータの応答を区別するのに色を使用するようプログラムが組まれていた。Soroban の機構は信頼性に乏しく、大文字/小文字の切り替えや色の切り替え時に故障に陥り易かった。
オフラインのプリンタは Friden Flexowriter 社製で、PDP-1で使われていたF10-DEC文字コードを扱えるように専用に開発されたものである。コンソールタイプライターのように、同じIBMの電気タイプライターの機構をベースにしている。 しかし、Flexowriter は非常に信頼性が高く、長時間誰も見ていない状態で印字させておいても大丈夫であった。Flexowriter には電気機械式の紙テープさん孔装置と読み取り装置が付属していて、タイプライター部と同時に使用することができた。印字速度は1秒間に約10文字である。PDP-1を使った典型的な処理手順は、テキスト出力をPDP-1の「高速（毎秒60文字）」さん孔装置で紙テープに出力し、それをFlexowriterに持っていってオフラインで印字するというものであった。
後年、DECtape装置が一部のPDP-1システムに追加され、データやプログラムのバックアップが容易になり、初期のタイムシェアリングも可能となった。タイムシェアリングは、プログラムやデータをコアメモリから二次記憶装置に自動的に退避させ、コアメモリに再び自動的にロードする必要があった（スワッピング）。その用途では紙テープより磁気テープが信頼性の面でも耐久性の面でも性能面でも格段に優れていた。初期のハードディスクドライブは高価で信頼性が低かった。そのため装備したとしても、恒久的なファイルストレージとしてよりもスワッピングの高速化に使われることが多かった。

### グラフィックス・ディスプレイ
Type 30 Precision CRTディスプレイは、1024×1024のアドレス指定可能な位置を持ち、毎秒2万点を描画できる。CRT上に1点を表示するための特殊な命令を使って画像を構築した。画面は毎秒何回もリフレッシュされる。描画可能な領域は9.25インチ四方である。ライトペンを使ってディスプレイ上の1点を指示することができる。オプションで、キャラクタ・ジェネレータや直線・曲線を描画するハードウェアがあった。

## コンピュータ音楽
MITのハッカー達はPDP-1を四和音の音楽演奏に使用した。これには特殊なハードウェア、すなわちプロセッサが直接制御する4個のフリップフロップが使われた（単純なRCフィルタでフィルタリングされる）。これを駆動する仕組みとしては、ピーター・サムソンの Harmony Compiler というソフトウェアが使われた。これは、バロック音楽向きに調整された洗練されたプログラムである。数時間かけて、バッハのフーガ、モーツァルトのアイネ・クライネ・ナハトムジーク、クリスマス・キャロル、その他ポピュラーソングなどが演奏された。

## 現状

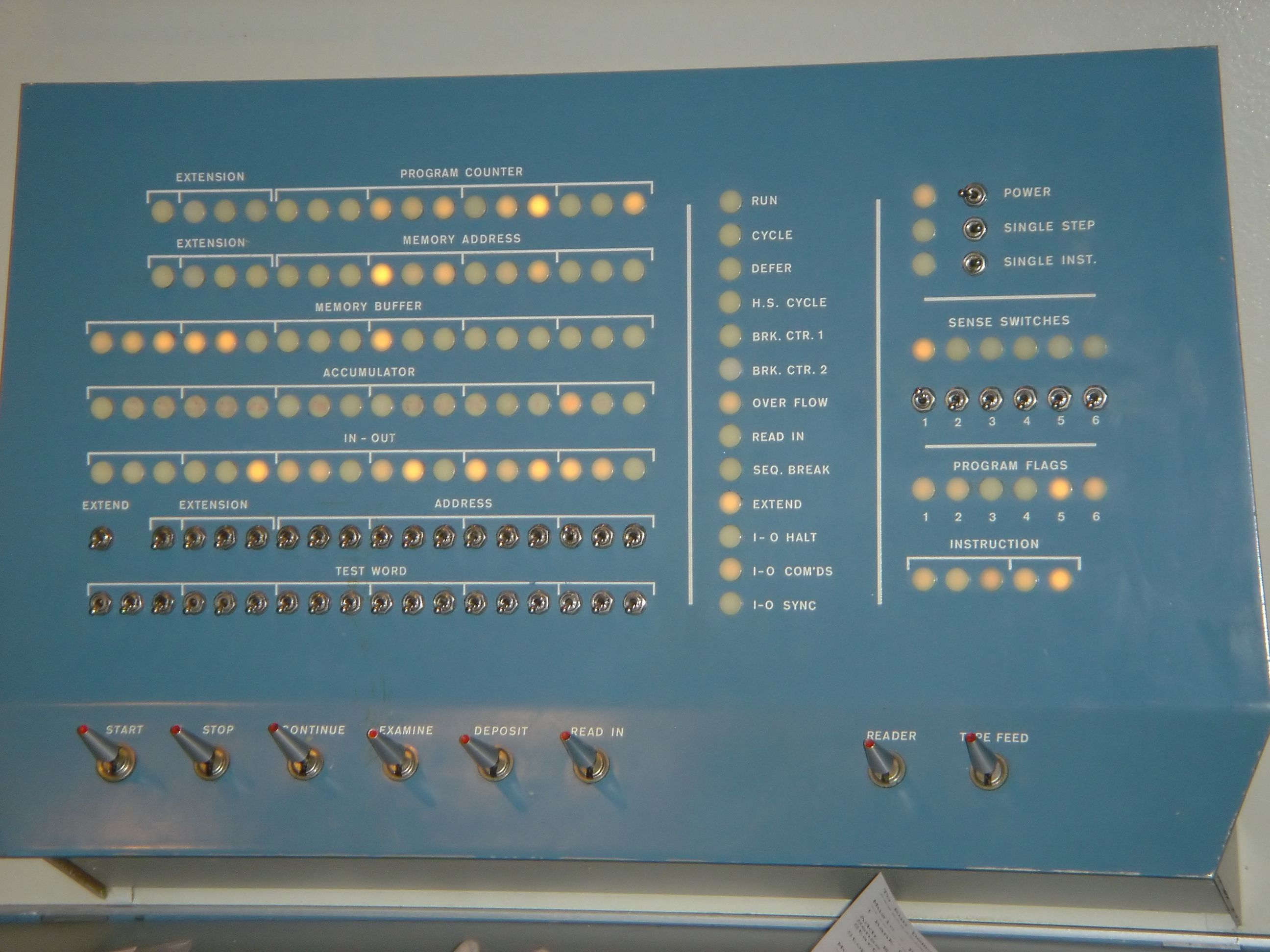
PDP-1の制御パネル

現存が確認されているPDP-1は3台しかなく、いずれもコンピュータ歴史博物館が収蔵している。1つはMITで使われていたプロトタイプで、他の2台は製品版の PDP-1C である。製品版の1つはシリアル番号が55で（最後に製造されたPDP-1である）、動作できるよう修理・復元されて展示されており、毎月2回、土曜日に実演が行われている。この復元の様子はコンピュータ歴史博物館のウェブページで紹介されている（外部リンク参照）。実演では、以下のことが行われている。
- ゲーム「スペースウォー!」のデモンストレーション
- Snowflake などのグラフィックス表示のデモンストレーション
- 音楽演奏

もう1台はシリアル番号44で、1988年にウィチタの納屋で発見された。その周辺にあった多数の航空会社の1つが所有していたものと見られている。
コンピュータ歴史博物館にて1984年にTX-0関係者が集まった。その席でゴードン・ベルはDECの製品がTX-0の後継機であるTX-2に基づいて開発されたと述べた。同じ会合でジャック・デニスはベン・ガーリーによるPDP-1の設計はTX-0に影響されていると述べた。
2006年5月、PDP-1復元を祝うイベントで、アラン・コトックは彼の Macintosh PowerBook G4 はPDP-1の10万倍も高速で、メモリ容量も10万倍、二次記憶装置の容量も50万倍で、大きさは2000分の1、コストは100分の1になっていると述べた。
PDP-1のシミュレーションとして、SIMHとMESSがある。ソフトウェアの紙テープ上のイメージは bitsavers.org にある。